# Códice Vindobonense
El Códice Vindobonense, Codex Vindobonensis (lat.) o Códice Yuta Tnoho es una documento pictográfico de origen mixteca que fue elaborado en la época prehispánica en la Mixteca Alta, que actualmente se localiza en el noroeste del estado mexicano de Oaxaca. Toma su nombre de la ciudad de Viena (Austria) —llamada Vindobona en latín— donde obra en la colección de la Biblioteca Nacional austriaca. Es uno de los escasos documentos mesoamericanos de la época precolombina que se conservan en la actualidad. 

## Características
El Códice Vindobonensis consiste en un largo biombo de piel curtida de venado cuyas caras fueron tratadas con estuco para poder trazar sobre ellas las pictografías, correspondientes al sistema mixteco de escritura. Consta de 52 láminas, aproximadamente de 22 cm de ancho por 26 de largo. Todas las láminas se encuentran escritas por ambas caras, por lo que se trata del más extenso códice de la cultura mixteca. Probablemente fue realizado en la región occidental de Oaxaca, aunque no ha sido posible determinar con exactitud la fecha en que se confeccionó ni el punto del que procede.

## Temática
Como todos los demás códices mixtecos precolombinos que se conservan, el Códice Vindobonensis posee información muy detallada acerca de la historia de los señoríos de la Mixteca Alta. La historia está centrada en la vida de Ocho Venado-Garra de Jaguar, que dominó desde Tututepec un extenso territorio que abarcaba casi toda La Mixteca y estableció importantes alianzas con los nahuas del centro de México. 
Sin embargo, es el anverso del Vindobonensis la sección que ha vuelto célebre a este códice. En estas láminas fueron plasmados numerosos mitos relacionados con la cosmología mixteca, entre ellos, el mito de la Creación, el origen de los mixtecos y otros más. 

## Otros nombres
El Códice Vindobonensis ha recibido distintos nombres a lo largo de la historia, entre ellos:
- Codex Vindobonensis
- Codex Vienna
- Codex Vindobonensis Mexicanus I
- Codex Hyerogliphycorum Indiae Meridionalis
- Codex Clementino
- Codex Leopoldino
- Codex Kreichgauer
- Anales de Tepexic
- Códice Yuta Tnoho (Santiago Apoala)